# Merkava
Merkava (Hebreiska: מרכבה (fil)) är en serie av stridsvagnar som utvecklats och tillverkats av Israel för Israels försvarsmakt.
Merkava ("häststridsvagn", "triumfvagn" på hebreiska) har utformats för största möjliga överlevnadsmöjligheter för besättningen; motorn är placerad i stridsvagnens front, vilket ökar den främre massan, medan besättningen kan fly från en förstörd Merkava via dörrar i baksidan av stridsvagnen. Detta gör att Merkavan skiljer sig från de flesta moderna stridsvagnar som enbart kan beträdas via tornets luckor samt har motorn placerad i aktern till exempel tyska Leopard 2. Den annorlunda designen gör att den påminner om ett modernt pansarskyttefordon som till exempel Stridsfordon 90 men med tyngre pansar och med 105 mm eller 120 mm slätborrad kanon. I undantagsfall kan den också agera som pansarskyttefordon genom att tre man kan sitta baktill i vagnen om ammunitionskapaciteten reduceras. Tornet är förhållandevis smalt och med starkt sluttande front vilket ger minimal profil och maximalt skydd framifrån. En unik egenskap är den 60 mm granatkastare som sitter monterad i tornet och som ger vagnen en viss förmåga att skjuta indirekt eld.
Det faktum att motorn sitter monterad framtill ger gott om utrymme baktill i vagnen. Det ger möjlighet att bära mycket ammunition (upp till 85 stycken 105 mm eller 50 stycken 120 mm).
År 1989 introducerades Merkava 3 som hade en kraftfullare 120 mm kanon i stället för den tidigare 105 mm kanonen. Det har också gjorts tester med en 140 mm kanon.
Merkava 4 är beväpnad med en 120mm slätborrad kanon och är utrustad med ett Trophy(en) försvarssystem som skyddar mot pansarskott och pansarvärnsrobotar.